# Marino Lejarreta
Marino Lejarreta Arrizabalaga (født 14. maj 1957 i Berriz, Biscay) er en tidligere spansk professionel landevejscykelrytter. Hans største sejr var da han vandt Vuelta a España 1982, et Grand Tour etapeløb, og han har også rekorden for at have vundet Clásica de San Sebastián flest gange (1981, 1982, 1987), som er et endagsløb. I 1989, vandt Lejarreta Katalonien Rundt. Han var professionel fra 1979 til 1992 og vandt med 54 sejre i løbet af sin karriere.
Lejarreta var den første person i historien til at gennemføre alle tre Grand Toure i et år fire gange i en karriere; han gjorde det i 1987, 1989, 1990 og 1991. Denne rekord er siden slået af Adam Hansen (2012-2017).
Marino Lejarreta arbejdede som sportsdirektør i O.N.C.E i sæsonerne 1995, 1998, 2000-2003. Han fortsatte med at arbejde for holdet som skiftede navn til Liberty Seguros, mellem 2004 og 2006.
Marino Lejarreta er yngre bror til den tidligere cykelryttere Ismael Lejarreta.

## Meritter
1980
Katalonien Rundt, sammenlagt
Escalada a Montjuïc, sammenlagt + en etapesejr
3.- plads sammenlagt Baskerlandet Rundt
1981
Clásica de San Sebastián
Subida al Naranco
3.- plads sammenlagt, Baskerlandet Rundt
1982
 Vuelta a España, sammenlagt
Clásica de San Sebastián
Escalada a Montjuïc
5.- plads VM i landevejscykling
1983
Escalada a Montjuïc, sammenlagt + to etapesejre
2.- plads sammenlagt, Vuelta a España (+ pointkonkurrencen og tre etapesejre)
3.- plads sammenlagt, Baskerland rundt
1984
4.- plads sammenlagt, Giro d'Italia (+ en etapesejr)
1985
3.- plads sammenlagt, Baskerlandet Rundt
1986
Vuelta a Burgos, sammenlagt
Subida al Naranco
2.- plads Clásica de San Sebastián
5.- plads sammenlagt, Vuelta a España (+ en etapesejr)
18.- plads sammenlagt, Tour de France
1987
Clásica de San Sebastián
Subida a Urkiola
Vuelta a Burgos, sammenlagt + to etapesejre
4.- plads sammenlagt, Giro d'Italia
10.- plads sammenlagt, Tour de France
34.- plads sammenlagt, Vuelta a España
1988
Subida a Urkiola
Escalada a Montjuïc
Vuelta a Burgos, sammenlagt + en etapesejr
16.- plads sammenlagt, Tour de France
1989
Katalonien Rundt, sammenlagt
5.- plads sammenlagt, Tour de France
10.- plads sammenlagt, Giro d'Italia
20.- plads sammenlagt, Vuelta a España
1990
Escalada a Montjuïc, sammenlagt
5.- plads sammenlagt, Tour de France (+ en etapesejr)
7.- plads sammenlagt, Giro d'Italia
55.- plads sammenlagt, Vuelta a España
1991
3.- plasd sammenlagt, Vuelta a España
5.- plass sammenlagt, Giro d'Italia (+ en etapesejr)
53.- plasd sammenlagt, Tour de France

### Grand Tours og VM
I løbet af sin karriere har han opnået følgende placeringer indenfor Grandes Vueltas og VM i landevejscykling en carretera:
| Løb                   | 1979 | 1980 | 1981 | 1982 | 1983 | 1984 | 1985 | 1986 | 1987 | 1988 | 1989 | 1990 | 1991 | 1992 |
| --------------------- | ---- | ---- | ---- | ---- | ---- | ---- | ---- | ---- | ---- | ---- | ---- | ---- | ---- | ---- |
| Giro d'Italia         | -    | -    | -    | -    | 6.-  | 4.-  | 5.-  | -    | 4.-  | -    | 10.- | 7.-  | 5.-  | -    |
| Tour de France        | -    | -    | 35.- | 37.- | -    | -    | -    | 18.- | 10.- | 16.- | 5.-  | 5.-  | 53.- | -    |
| Vuelta a España       | 30.- | 5.-  | -    | 1.-  | 2.-  | Ab.  | -    | 5.-  | 34.- | Ab.  | 19.- | 55.- | 3.-  | -    |
| VM i landevejscykling | -    | Ab.  | 15.- | 5.-  | 25.- | 13.- | 57.- | 56.- | 38.- | 74.- | 11.- | 21.- | 49.- | -    |

-: Deltog ikke

Ab.: Opgav

## Hold
- 1979 –  Novostil-Helios
- 1980-1982 –  Teka
- 1983-1984 –  Alfa Lum
- 1985 –  Alpilatte-Cierre
- 1986 –  Seat-Orbea
- 1987-1989 –  Caja Rural
- 1990-1992 –  ONCE[3]